# Ґрабовно
Ґрабовно (пол. Grabowno, нім. Graben) — село в Польщі, у гміні Ґура Ґуровського повіту Нижньосілезького воєводства.
Населення — 136 осіб (2011).
У 1975-1998 роках село належало до Лешненського воєводства.

## Демографія
Демографічна структура станом на 31 березня 2011 року:
|          | Загалом | Допрацездатний вік | Працездатний вік | Постпрацездатний вік |
| -------- | ------- | ------------------ | ---------------- | -------------------- |
| Чоловіки | 70      | 15                 | 44               | 11                   |
| Жінки    | 66      | 13                 | 39               | 14                   |
| Разом    | 136     | 28                 | 83               | 25                   |